# Lièpvre
Lièpvre (in alsaziano Laweröi, in tedesco Leberau) è un comune francese di 1 771 abitanti situato nel dipartimento dell'Alto Reno nella regione del Grand Est.

## Società

### Evoluzione demografica
Abitanti censiti